# Быстрица (Копыльский район)
Быстрица (бел. Бы́стрыца) — агрогородок в Копыльском районе Минской области Республики Беларусь. Административный центр Блевчицкого сельсовета.
Один из наибольших населённых пунктов района.

## География
Пролегает дорога Р-61.
Ближайшие населённые пункты Блевчицы, Деречино, Новинки и др.

### Гидрография
Рядом протекает река Морочь.

## История
В 1909 году в Быстрицкой волости Слуцкого уезда Минской губернии.
В 1924—1939 годах центр Быстрицкого сельсовета.
В 2008 году деревня Быстрица преобразована в агрогородок.
С марта 2008 года Быстрица административный центр Блевчицкого сельсовета.

## Население

### Численность
- 2009 год — 983 жителей

### Динамика
- 1909 год — 9 жителей, 1 двор (имение); 661 жителей, 109 дворов (село)[3]
- 2009 год — 983 жителей (перепись населения)[3]

## Экономика
- ОАО "Тимирязевский"

## Культура
- Дом культуры
- Библиотека
- Краеведческий музей «Баявой і працоўнай славы» ГУО «Быстрицкая средняя школа»

## Достопримечательность

### Памятник, скульптура
- Воинский мемориал
- Мемориальная доска секретарю межрайонного подпольного РК КПБ Варвашене И. Д.
- Юбилейный почётный знак коллективу колхоза имени К. Тимирязева
- Мемориальная доска за трудовую доблесть в девятой пятилетке
- Бюст К. А. Тимирязеву

## Галерея

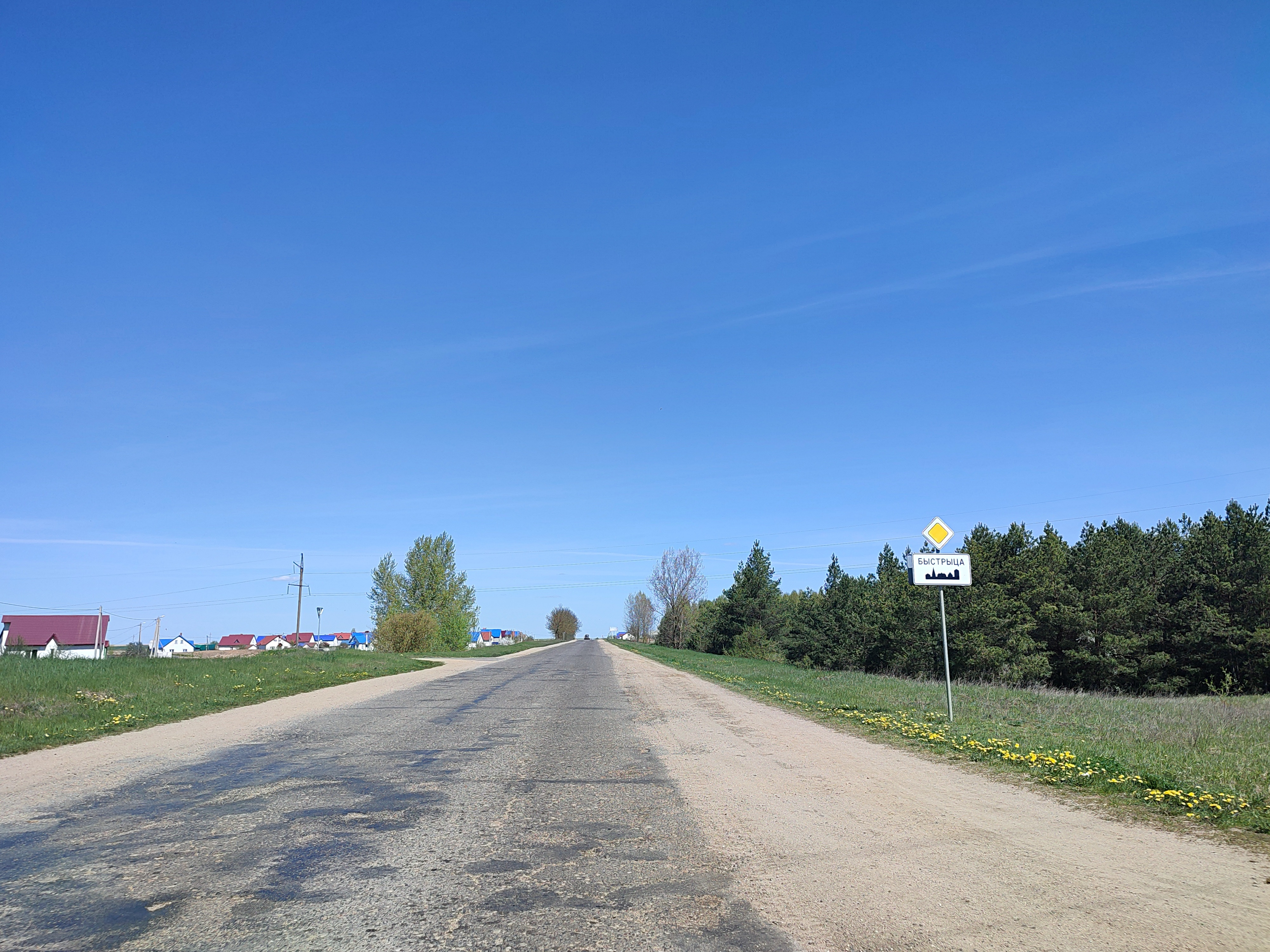
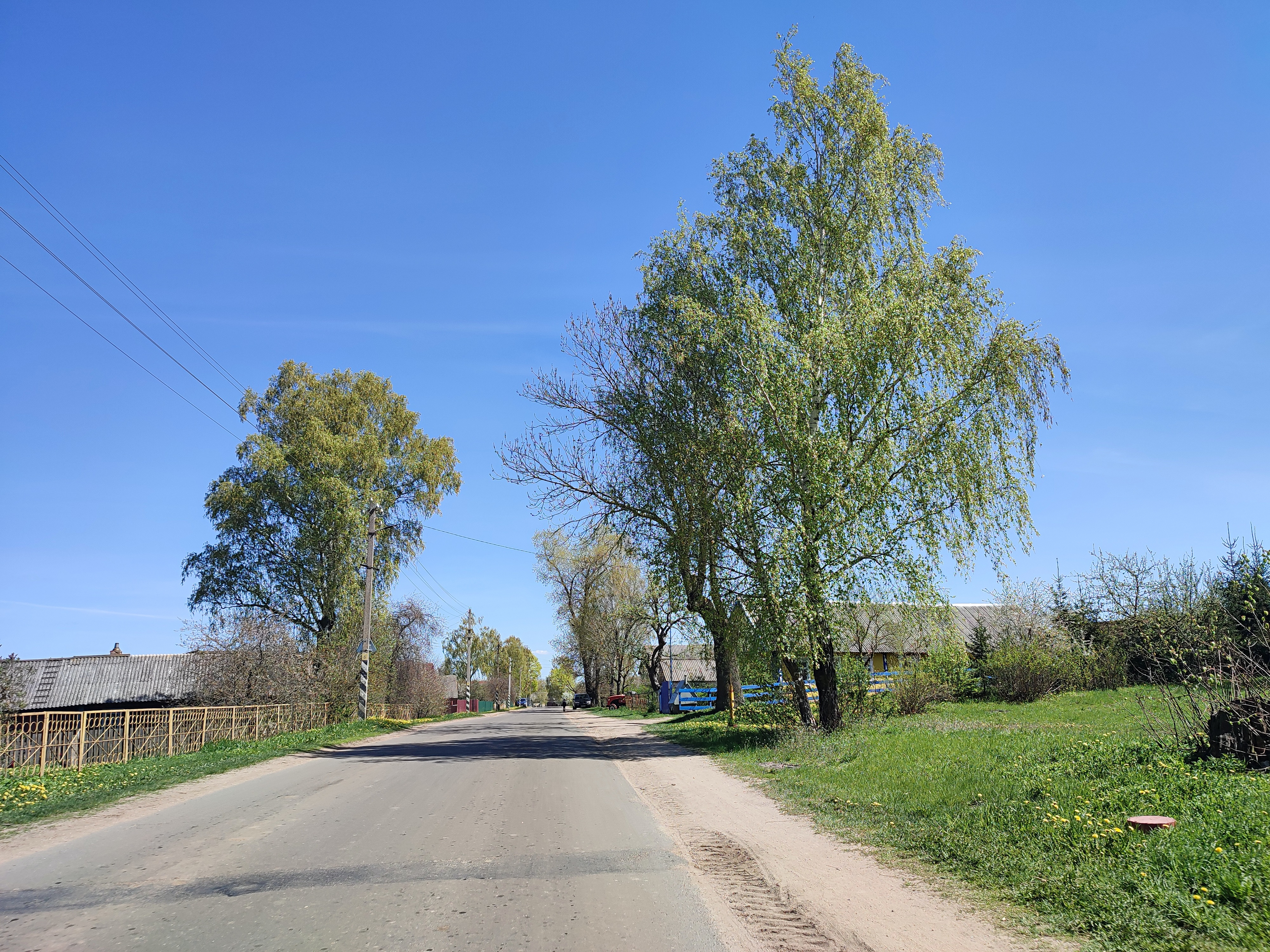
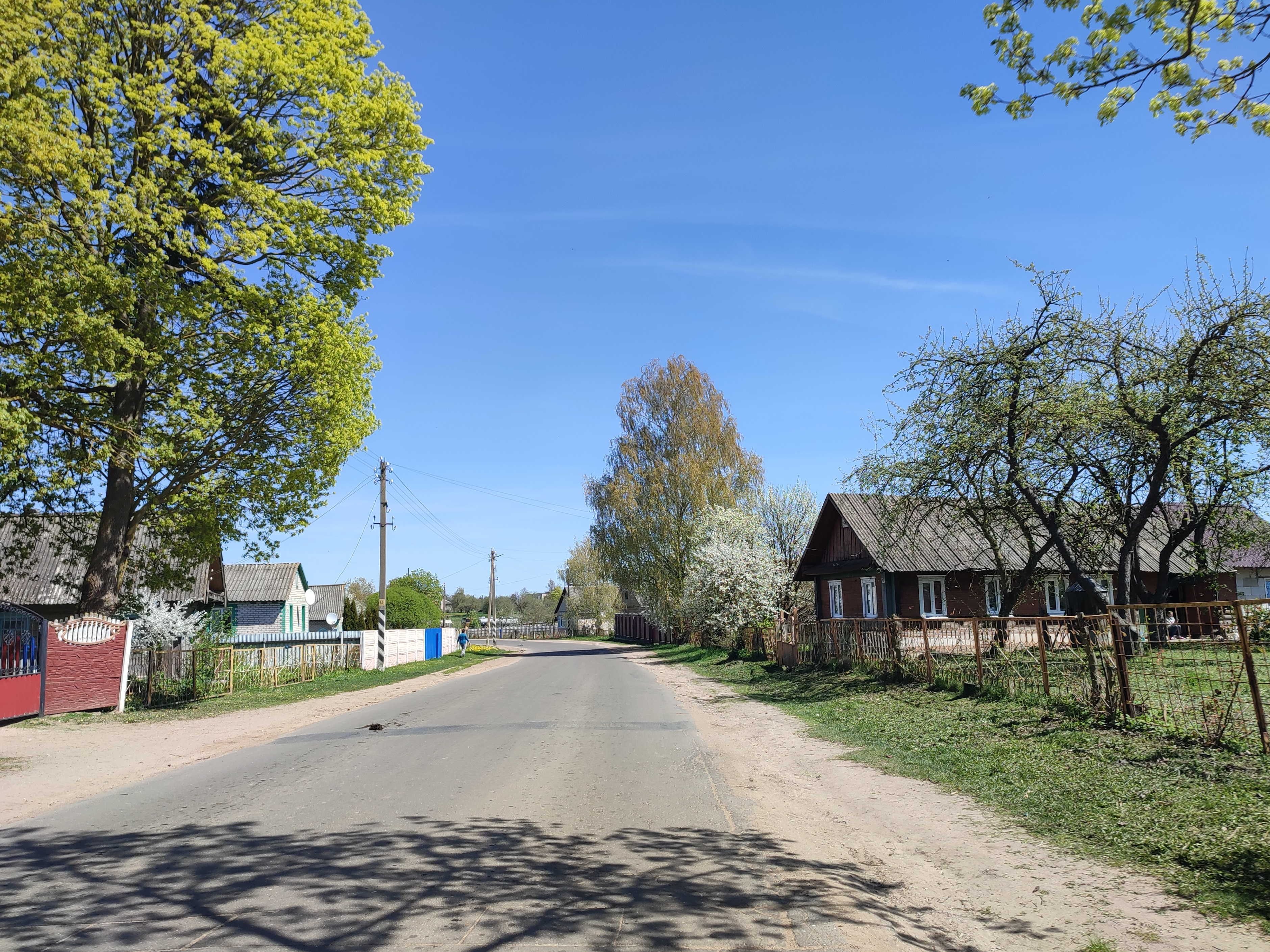
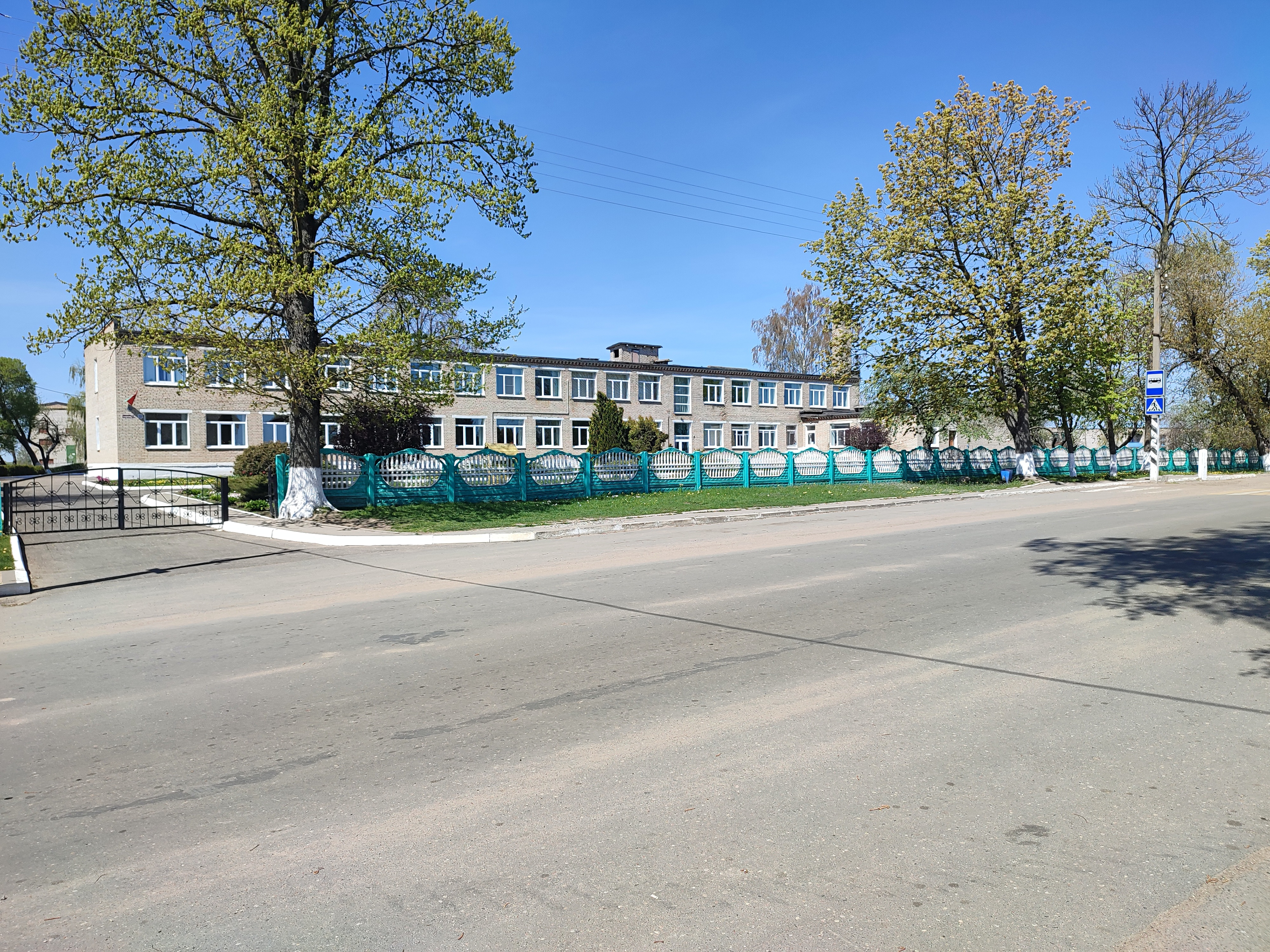
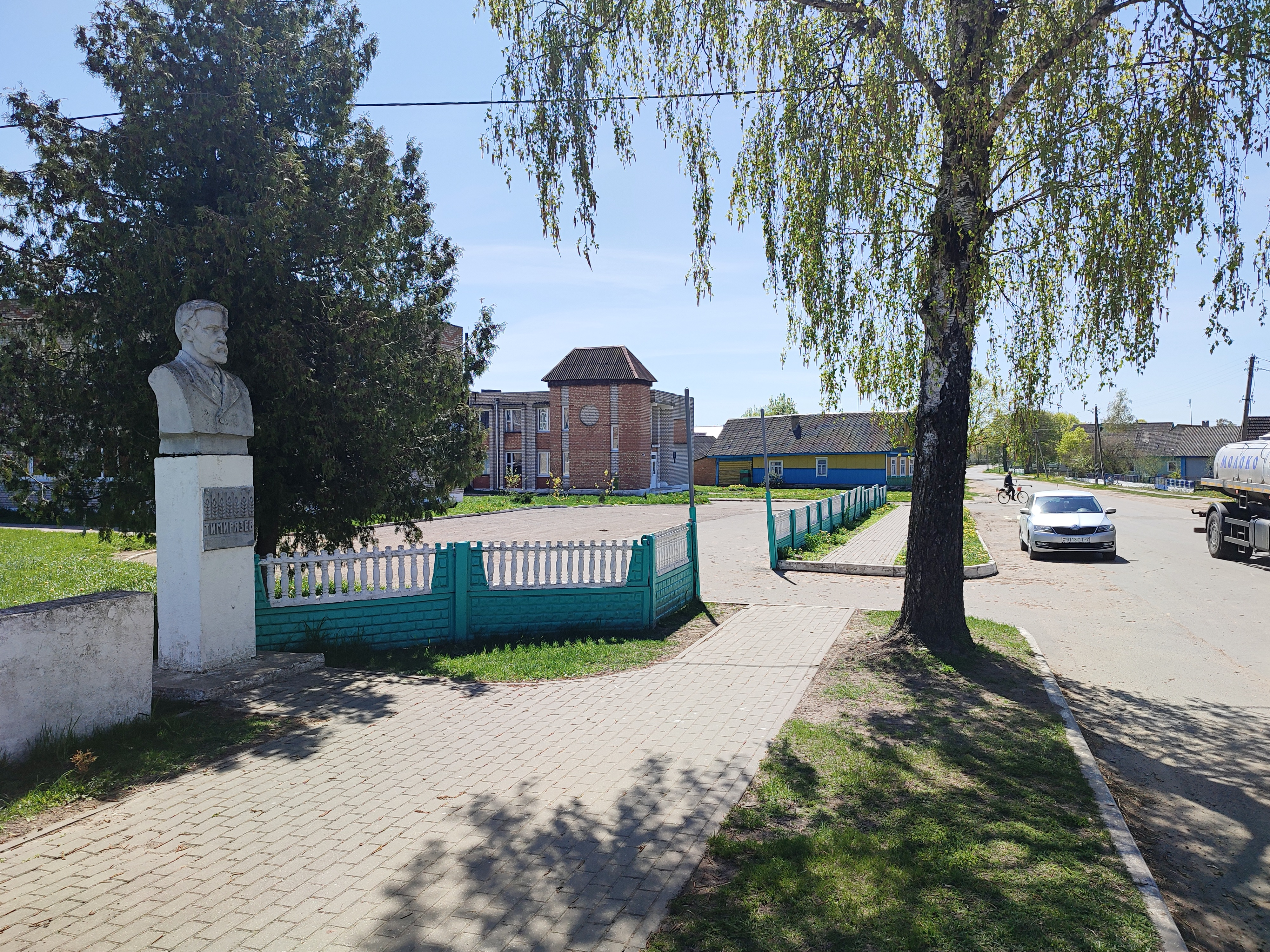
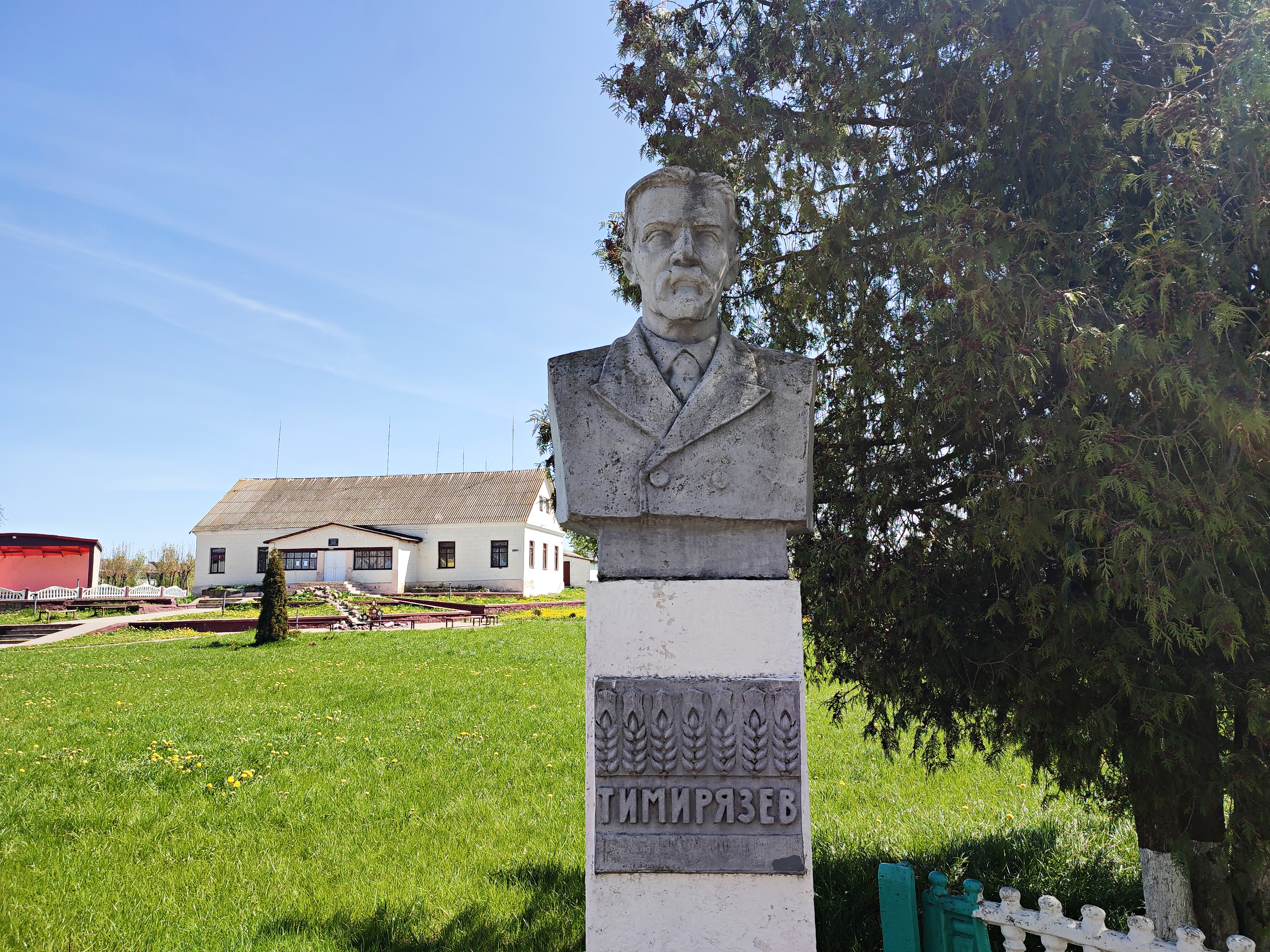
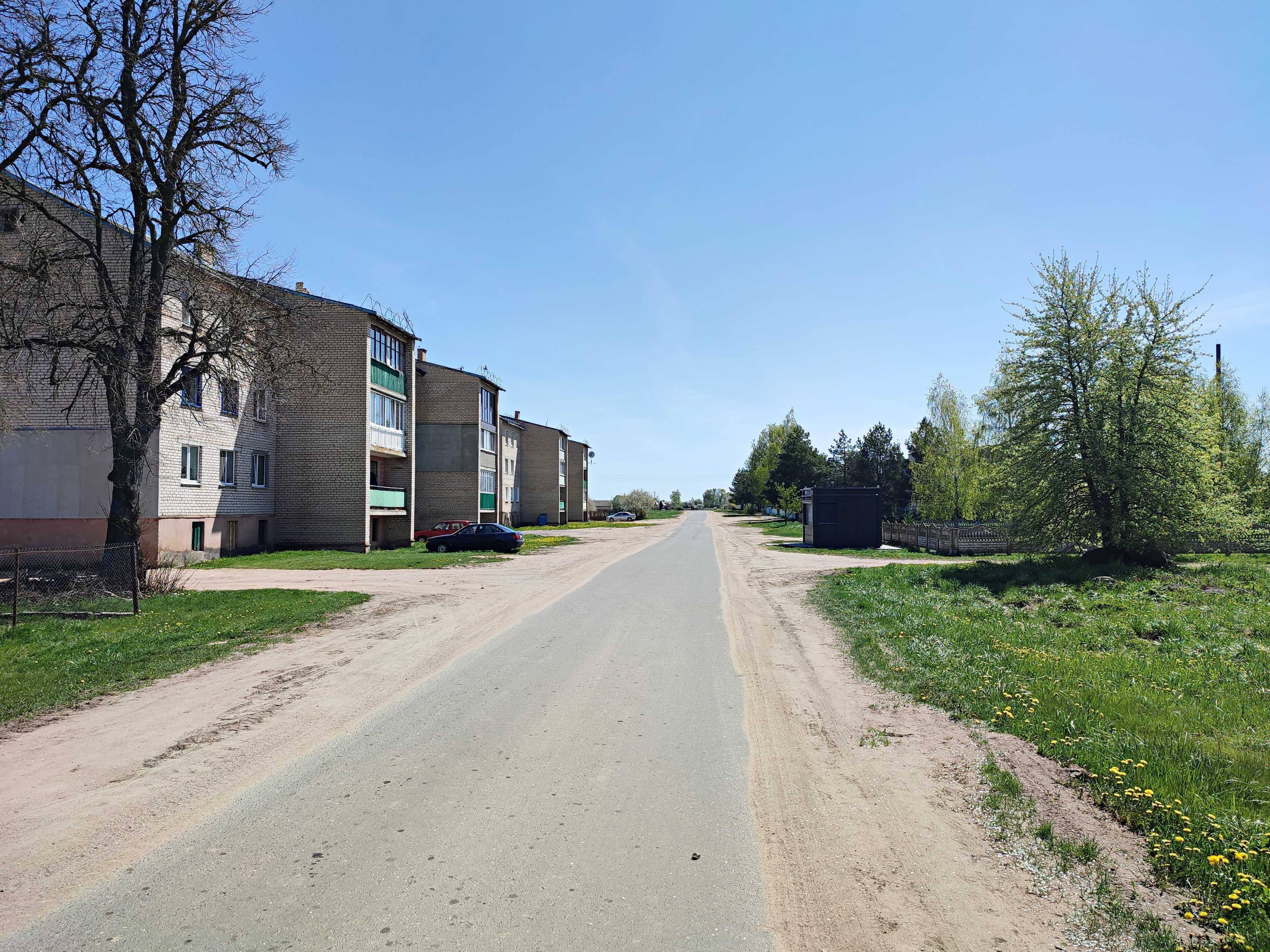
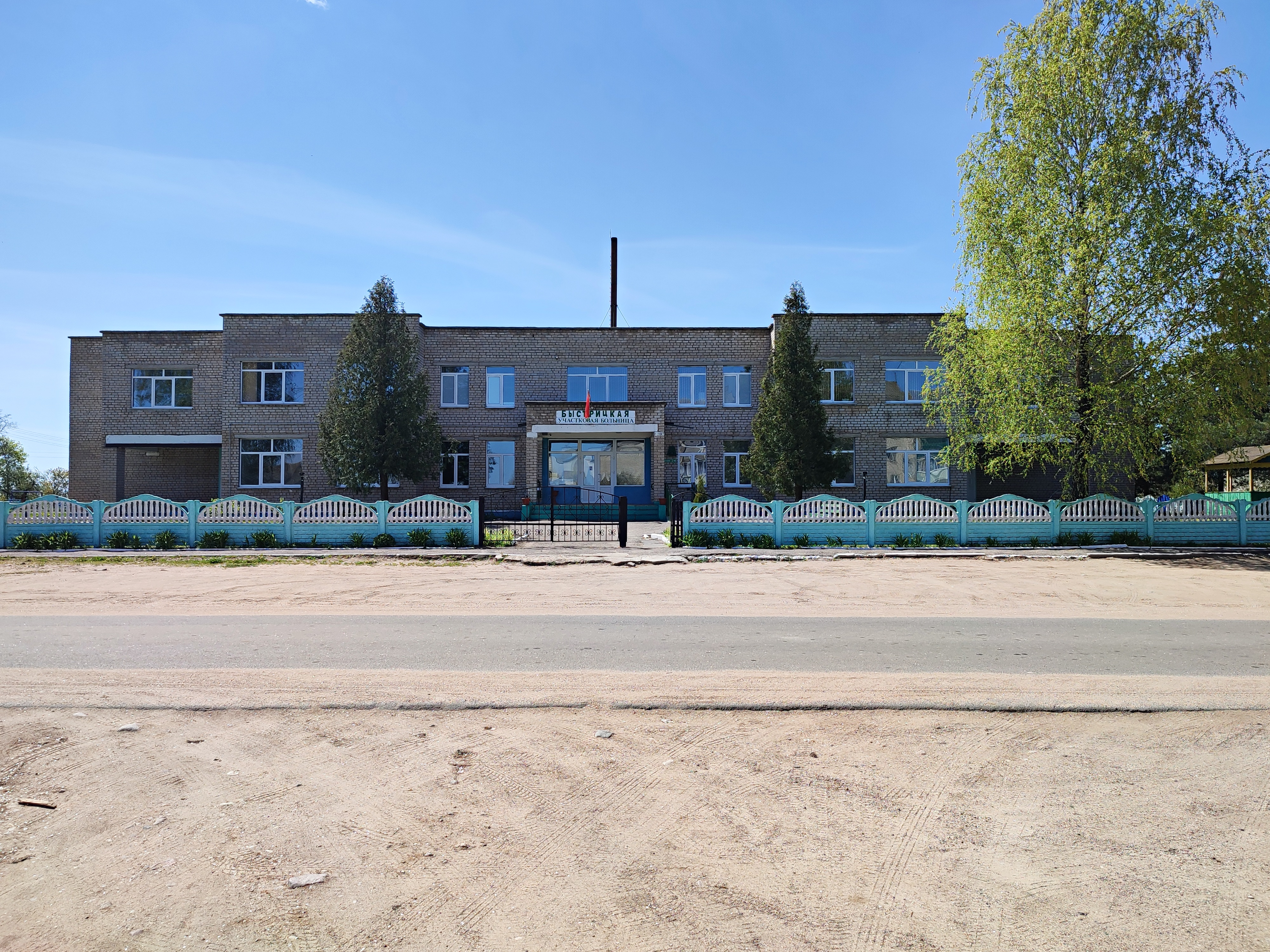
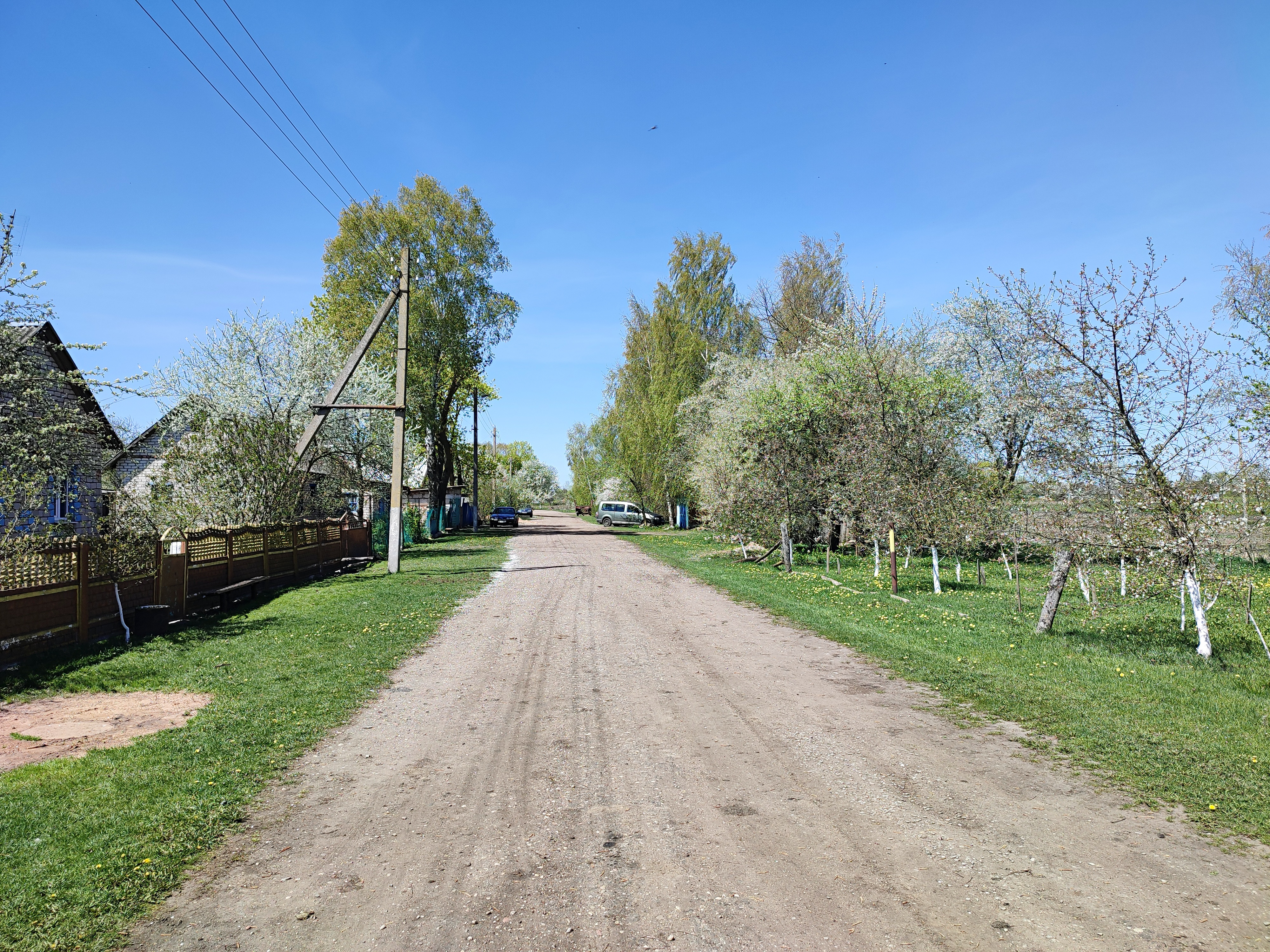
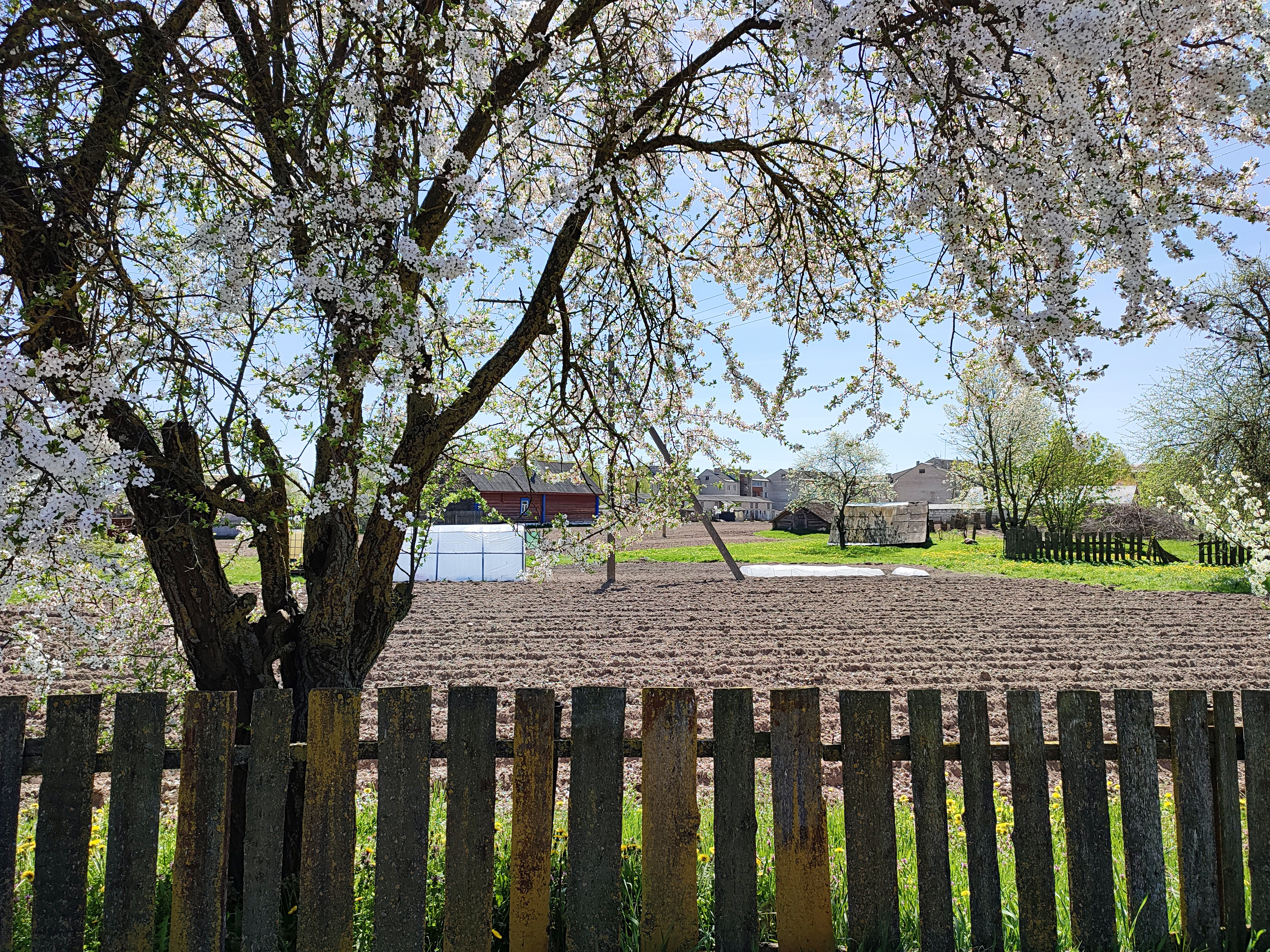
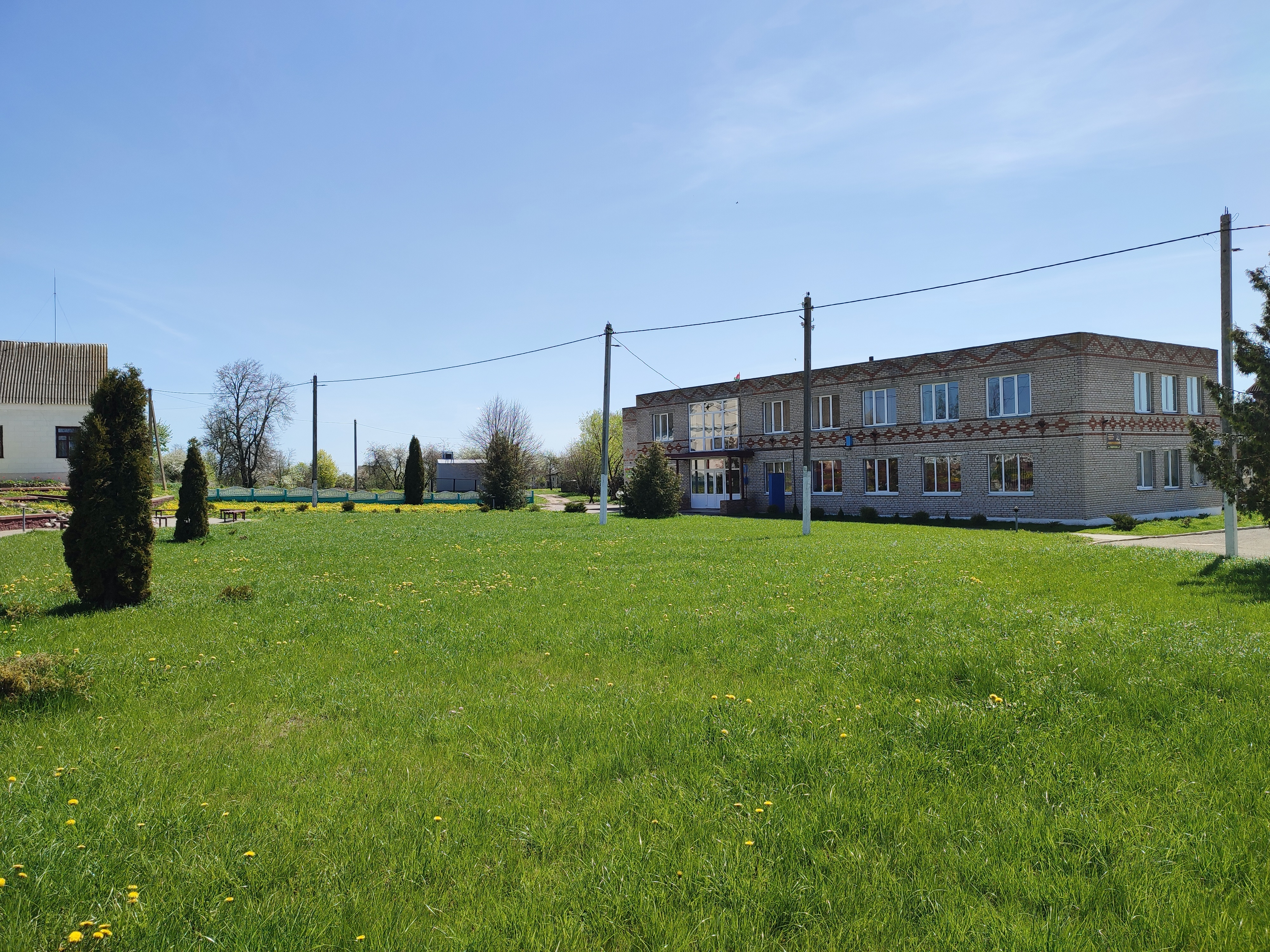
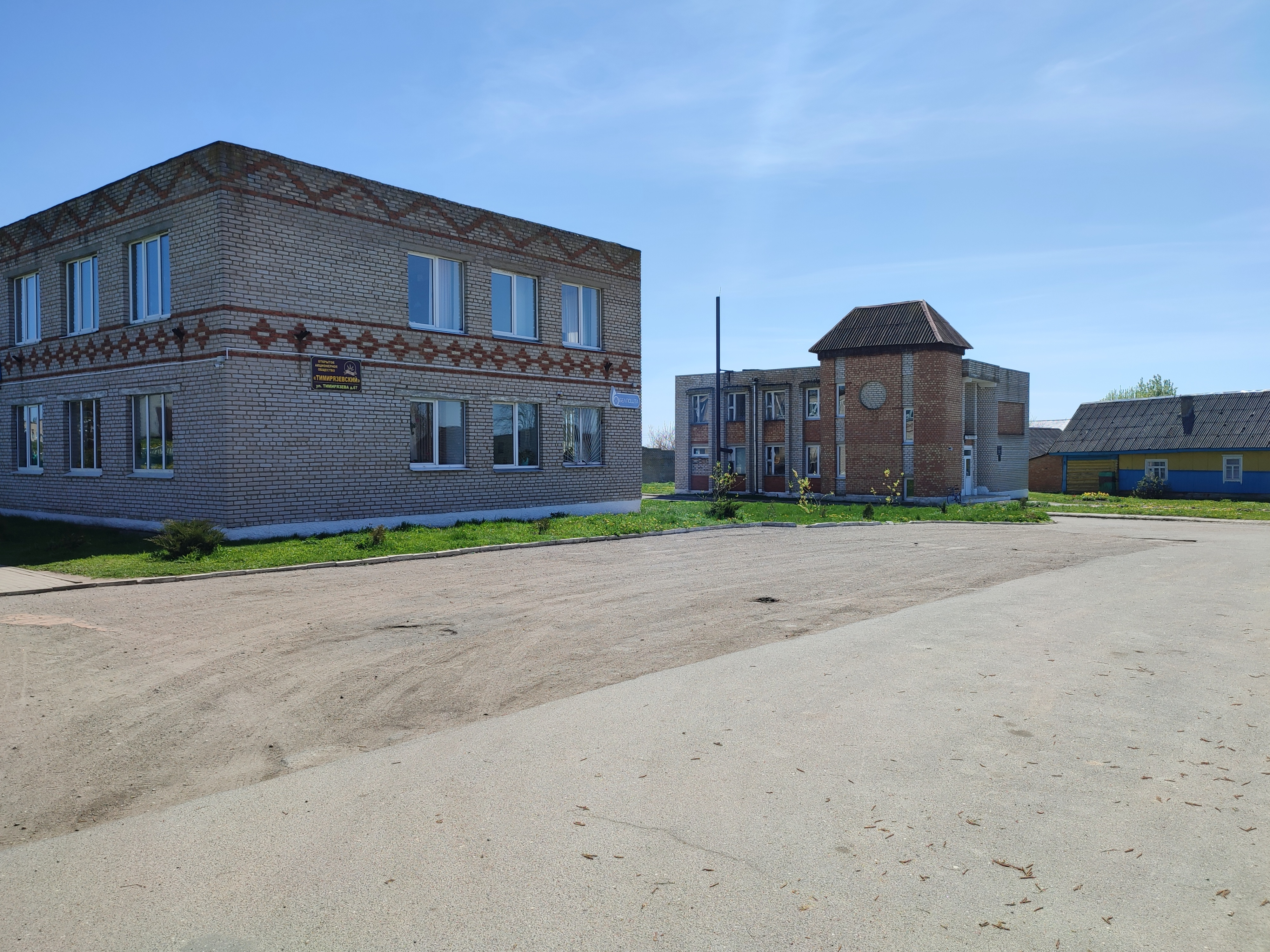

## Известные лица
- Варвашеня, Иван Денисович (1904—1957) — один из организаторов и руководителей коммунистического подполья и партизанского движения на территории Минской области в годы Великой Отечественной войны.
- Гулейко Василий Григорьевич (1893—1973) — военный деятель, генерал-лейтенант артиллерии Советской армии, участник гражданской войны и освобождения Минска в Великой Отечественной войне.